# Sorhoanus longivittatus
Sorhoanus longivittatus är en insektsart som beskrevs av Kuoh 1981. Sorhoanus longivittatus ingår i släktet Sorhoanus och familjen dvärgstritar. Inga underarter finns listade i Catalogue of Life.